# Hyperhidrose
Als Hyperhidrose oder lateinisch Hyperhidrosis, von altgriechisch ὑπέρ (hypér) „noch mehr, über, über … hinaus“ und ἱδρώς (hidrós) „Schweiß“, wird eine übermäßige Schweißproduktion bezeichnet, die generalisiert oder lokal auftreten kann. Das Gegenteil ist eine Hypohidrose bzw. Anhidrose.

## Definition

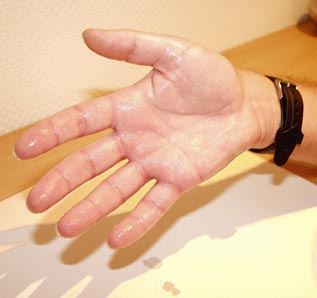
Hyperhidrose der Hand

Schwitzen stellt eine lebenswichtige Funktion für den Organismus des Menschen dar. Es dient der Regulation der Körpertemperatur und kühlt nicht nur die Haut, sondern auch das Innere des Körpers ab. Ca. 1–2 % der Menschen in Deutschland leiden unter der Krankheit Hyperhidrose, bei der der Körper unabhängig von Wärme oder Kälte, Tages- oder Jahreszeit übermäßig und häufig unkontrollierbar viel Schweiß produziert.
Was übermäßigen Schweiß darstellt, ist seitens der Betroffenen vom Leidensausmaß abhängig und damit der subjektiven Einschätzung unterworfen. Für wissenschaftliche Zwecke wird als Hyperhidrose die Produktion von 100 mg Schweiß innerhalb von fünf Minuten in einer Achselhöhle definiert.
Örtlich begrenzt tritt die Hyperhidrose zu 60 % an den Handflächen (Schweißhände) oder Fußsohlen (Schweißfüße), zu 40 % in den Achselhöhlen (Achselnässe), zu 10 % am Kopf (vornehmlich der Stirn) und selten an anderen Körperstellen auf.

### Einteilung
Es wird die primäre, d. h. angeborene Hyperhidrosis von der sekundären Form, welche Folge einer Krankheit ist, abgegrenzt. Eine Unterscheidung wird auf dem Boden der Anamnese getroffen. Typisch für eine primäre Form ist:
- Beginn der Symptome im Kindes- oder Jugendalter (< 25 Jahre)
- Auftreten des Schwitzens temperaturunabhängig, unvorhersehbar, und nicht willentlich kontrollierbar
- fokales Auftreten in einer oder mehreren Prädilektionsstelle(n) mit beidseitigem, symmetrischen Befall
- Auftreten öfter als 1× pro Woche mit Beeinträchtigung im Alltag
- kein vermehrtes Schwitzen während des Schlafes
- positive Familienanamnese

Eine Sonderform der Hyperhidrose ist die Bromhidrose oder Bromhidrosis, bei der der vermehrt produzierte Schweiß die Hornschicht der Haut ständig durchfeuchtet und die Vermehrung der ortsständigen Keimflora begünstigt, wodurch ein übelriechender Schweiß entsteht.

### Schweregrad
Orientierend kann die Hyperhidrose semiquantitiv am Ausmaß der Schweißbildung an Hand- und Fußflächen (H) sowie Achseln (A) in drei Schweregrade eingeteilt werden:
| Schweregrad                    | Symptome |
| ------------------------------ | --- |
| I – leichte Hyperhidrose       | A + H: deutlich vermehrte Hautfeuchtigkeit A: Schwitzflecke mit 5–10 cm Durchmesser                                                                                     |
| II – mäßig starke Hyperhidrose | A + H: Bildung von Schweißperlen A: Schwitzflecke mit 10–20 cm Durchmesser H: Schwitzen auf Handflächen oder Fußsohlen begrenzt                                         |
| III – starke Hyperhidrose      | A + H: Schweiß tropft ab A: Schwitzflecke mit mehr als 20 cm Durchmesser H: Schwitzen auch an Rückseiten der Finger und Zehen sowie am seitlichen Rand von Hand und Fuß |

## Ursachen

### Primäre Hyperhidrose
Die Ursache örtlich begrenzter Schweißneigung ist noch nicht näher erforscht und unbekannt.
Eine Ausnahme bildet die örtlich begrenzte Schweißbildung aufgrund gustatorischer Reize beim Frey-Syndrom (Łucja Frey-Gottesman, Neurologin, 1889–1942, Lemberg), das aufgrund einer Fehlfunktion des Nervus auriculotemporalis zustande kommt.

### Sekundäre Hyperhidrose
Eine gesteigerte generelle Schweißproduktion kann verschiedene Ursachen haben.
Auslöser einer generalisierten Hyperhidrose ohne eigenen Krankheitswert können körperliche Anstrengung und das Schwitzen während des Abfieberns sein – beide im Sinne der Regulation der Körpertemperatur (Thermoregulation). Die bei Körperarbeit entstehende Wärme wird durch eine Erhöhung der Schweißproduktion abgeführt, beim Abfiebern entspricht die aktuelle Körperkerntemperatur (noch) nicht dem geforderten Sollwert, so dass auch hier die überschüssige Wärme an die Außenwelt abgegeben werden muss.
Mögliche Gründe für ein generalisiertes übermäßiges Schwitzen sind:
- eine hormonell bedingte Hyperhidrose, z. B.
  - das Klimakterium (die Wechseljahre)
  - eine Hyperthyreose (Schilddrüsenüberfunktion)
  - ein Hypopituitarismus (Hypophysenunterfunktion)
  - ein Phäochromozytom (seltener u. a. adrenalinproduzierender Tumor)
  - andere seltene Hormonstörungen
- unerwünschte Arzneimittelwirkungen (Hormone, Psychopharmaka, SSRI (jeder zehnte Anwender ist betroffen), Parasympathomimetika, Kortikoiden, Beta-Blocker, Salicylsäure u. a.). In der Schmerztherapie kommt es vor, dass sowohl Opiate als auch Co-Analgetika (Antidepressiva und Antiepileptika) eine Hyperhidrosis auslösen oder verstärken. Übermäßiges Schwitzen kann ein erstes Anzeichen eines Serotoninsyndroms in der Kombinationstherapie sein.[3]
- eine Hypoglykämie, z. B. als Symptom einer Zuckerkrankheit oder auch im Rahmen einer nicht mehr üblichen Insulinschocktherapie
- chronische Infekte
- Malignome
- Kreislaufstörungen wie eine orthostatische Hypotonie
- Übergewicht
- neurologisch bedingt
  - bei Schädigung des Sympathikus (Verletzungen, Halsmarkerkrankung, Halsrippe) oder des Hypothalamus (als einem Ort der Thermoregulation) selbst
- psychische Probleme: In den meisten Fällen ist die Abgrenzung in Ursache oder Symptom schwer vorzunehmen. Die Schweißproduktion wird durch Stress (Ausschüttung von Adrenalin) zwar gesteigert, eine Hyperhidrose verursacht aber auch selbst schwerwiegende soziale Probleme und kann damit die Entstehung psychischer Störungen bedingen.

Als nächtliche Hyperhidrosis (Nachtschweiß) wird übermäßiges Schwitzen während des Schlafes bezeichnet, das als mögliches Zeichen einer systemischen Erkrankung wie einer Kollagenose, eines Lymphoms oder einer Tuberkulose ernst genommen werden sollte. Aber auch hier gilt, dass es schwierig ist, zwischen einem Schwitzen ohne und mit Krankheitswert zu unterscheiden. Als ein recht zuverlässiges Kriterium hierfür gilt, ob der Schlaf in seiner Qualität deutlich beeinträchtigt wird und man z. B. in der Nacht aufstehen muss, um Wäsche oder gar Bettlaken zu wechseln.
Hyperhidrose kann eine Trichomycosis palmellina zur Folge haben, die Besiedelung der Sekundärbehaarung durch saprophytäre Corynebacterien.

## Diagnostik
Im Rahmen der Diagnostik stehen mehrere qualitative und quantitative Test-Methoden, die vornehmlich Ausmaß und Lokalisation der Hyperhidrose ermitteln, zur Verfügung. Während qualitative Testmethoden die Stellen nachweisen, an denen eine verstärkte Schweißproduktion auftritt, kann durch quantitative Messverfahren die Schweißmenge pro Zeitintervall festgestellt werden. Diese objektiven Testverfahren helfen dem behandelnden Arzt – zusammen mit einer eingehenden Anamnese (neben dem subjektiven Empfinden auch die Familienanamnese) – den Grad der Hyperhidrose zu ermitteln sowie geeignete Therapien auszuwählen.
- Jod-Stärke-Test (auch Minor-Test): Der Minor-Test ermöglicht eine farbliche Abgrenzung der betroffenen Körperstelle mithilfe einer speziellen Jod-Lösung: Potentiell betroffene Hautareale werden damit eingepinselt und anschließend mit Stärkepulver bestäubt. Bereiche, an denen eine übermäßige Schweißproduktion auftritt, färben sich braun.[2]
- Gravimetrie: Hierbei wird ein spezielles Papier für einen bestimmten Zeitraum auf das betroffene Hautareal aufgebracht. Durch eine Differenzmessung des Gewichts des Test-Papiers vorher und nachher kann so die Schweißmenge pro Zeitspanne ermittelt werden.

Differentialdiagnostik: Psychosomatik, Medikation (zum Beispiel Cholinesterase-Hemmer, Antidepressiva wie Serotonin-Wiederaufnahmehemmer, Serotonin-Noradrenalin-Wiederaufnahmehemmer und trizyklische Antidepressiva, Opioide, Tramadol).

## Therapie
Es gibt eine Vielzahl von Behandlungsmöglichkeiten. Von der Deutschen Dermatologischen Gesellschaft wird ein stufenweises Vorgehen in Abhängigkeit vom Ausmaß der Erkrankung empfohlen:
Axilläre Hyperhidrose
1. Topische Therapie mit Antitranspirantien (Aluminiumchlorid, gerbsäurehaltige Externa)
2. Chemische Denervierung mit Botulinumtoxin A
3. Chirurgische axilläre Schweißdrüsenentfernung
4. Systemische Therapie mit Antihidrotika oder Psychopharmaka

Hyperhidrose der Hand- und Fußflächen
1. Topische Therapie mit Antitranspirantien
2. Leitungswasseriontophorese
3. Chemische Denervierung mit Botulinumtoxin A
4. Systemische Therapie mit Antihidrotika oder Psychopharmaka
5. Ultima Ratio bei palmarer Hyperhidrose: operative thorakale Sympathektomie

Generalisierte, primäre Hyperhidrose
nur systemische Therapie mit Antihidrotika oder Psychopharmaka

### Topische Therapie
- Aluminiumchlorid-Behandlung: Aluminiumchlorid wird in den meisten Antitranspirantien verwendet, aber Menschen, die an Hyperhidrose leiden, brauchen eine viel höhere Konzentration. Die Aluminiumsalze dringen in die Schweißkanäle, verbinden sich mit dem dortigen Keratin und verstopfen damit die Drüsenausführungsgänge. Je nach Anwendungsgebiet existieren Rezepturen mit unterschiedlichen Konzentrationen des Aluminiumchlorids in der Lösung (üblicherweise 10–20 %), die in der Apotheke erhältlich sind. Die Lösung wird vor dem Schlafen auf die schwitzenden Körperstellen aufgetragen, da es nachts zu einer geringeren Schweißbildung kommt und die Lösung nicht ausgeschwitzt wird. Nach einer Woche täglichen Gebrauchs ist es ausreichend, die Behandlung 1–2 Mal pro Woche zu wiederholen. Ziel ist die dauerhafte Rückbildung der Schweißdrüsen, so dass die Therapie schließlich eingestellt werden kann. Nebenwirkungen sind Juckreiz bei sensibler Haut und Hautirritationen. Außerdem kann sich die Kleidung verfärben. Die Erfolgsquote der Therapie mit Aluminiumchlorid liegt bei 95 %.[4]
- Methenamin: Die methenaminhaltige Salbe wird ein- bis zweimal täglich auf die betroffenen Hautareale aufgetragen. Das durch diesen Stoff in Verbindung mit dem sauren Schweiß produzierte Formaldehyd denaturiert die Proteine im Schweiß und verschließt dadurch die Schweißdrüsen.
- Glycopyrroniumbromid: In 0,5- bis 3-prozentiger Konzentration zum Auftragen auf die Haut bei gustatorischen Schwitzen (Schwitzen auf Oberlippe, Wangen und Stirn ausgelöst durch Kauen oder Abbeißen), individuell zu rezeptieren.[5] Ein Fertigarzneimittel zur topischen Anwendung bei schweren Formen der primären axillären Hyperhidrose Erwachsener ist ebenfalls erhältlich.[6][7]

### Leitungswasseriontophorese
Die Leitungswasseriontophorese ist eine Gleichstromtherapie ohne Einsatz von Wirkstoffen oder Medikamenten. Hierzu werden die Hände oder Füße in zwei Wannen mit Wasser gelegt. In jeder Wanne ist ein elektrischer Leiter. Die Hände bzw. Füße sind der elektrische Leiter, der den Stromkreis schließt. Der Strom wird individuell so justiert, dass dieser als Kribbeln spürbar, aber weder unangenehm noch schmerzhaft ist. Die Wirkungsursache der Iontophorese wurde bis heute nicht abschließend erklärt, die Schweißdrüsen werden in jedem Falle nicht geschädigt. Gesichert dagegen ist die Wirkung: bei über 80 % der Anwender kann die Schweißneigung signifikant reduziert werden. Neben den Händen und Füßen lassen sich auch die Achseln unter Verwendung von Schwammtaschen behandeln.

### Chemische Denervierung
Botulinumtoxin (Botox): Das Gift von Clostridium botulinum, das stärkste bekannte Toxin, wird in extremer Verdünnung intracutan (in die Haut) gespritzt und scheint bei der lokalisierten (axillären und palmaren) Hyperhidrose wirksam zu sein. Es hemmt die Freisetzung von Acetylcholin und damit die Schweißproduktion der cholinerg innervierten Schweißdrüsen. Die Wirkungsdauer ist von Mensch zu Mensch verschieden. Die Wirkung kann bereits nach einem halben Jahr spürbar nachlassen. Der IGeL-Monitor des MDS (Medizinischer Dienst des Spitzenverbandes Bund der Krankenkassen) bewertet diese Selbstzahlerleistung als „unklar“. Die systematische Recherche der wissenschaftlichen Literatur ergebe zwar Hinweise auf einen Nutzen, aber auch Hinweise auf Schäden: Vermutlich erhöhe Botox die Lebensqualität und vermindere die Schweißproduktion, laut den Herstellerangaben seien jedoch etliche Nebenwirkungen möglich. Bei sachgemäßer Anwendung sei das Botulinumtoxin nicht giftig. Botulinumtoxin ist nur bei primärer axiliärer Hyperhidrose zugelassen; der Einsatz an anderen Stellen, wie an Händen, Füßen und Stirn, stellt einen sogenannten Off-Label-Use dar.

### Systemische Therapie
- Salbei: keine kontrollierten Studien, allenfalls als adjuvante Therapie zu betrachten
- Anticholinergika: Zwei Präparate sind in Deutschland für die systemische, perorale Therapie der Hyperhidrose zugelassen:[2]

1. Methantheliniumbromid: Wirksam bei fokaler Hyperhidrose.[10]
2. Bornaprin: Schwache Studienlage, die eine Wirksamkeit bei der axillären, nicht aber bei der Hyperhidrose der Hand- und Fußflächen, nahelegt.

- Psychopharmaka, Tranquilizer, Sedativa und Betablocker: nur kleinere Fallserien, keine kontrollierten Studien.

### Mikrowellen
Die Behandlung mit Mikrowellen wird erst seit kurzem an Patienten mit Hyperhidrose in der Achselregion durchgeführt. Die aktuelle Studienlage gibt leider keine schlüssige Auskunft über die langfristige Wirksamkeit und Sicherheit dieser Behandlungsform.
Die Mikrowellentherapie wird mit einem eigens entwickelten Gerät durchgeführt, das die medizinischen Behandler in der Hand halten und dann über Markierungen in der Achsel führen. Ein entsprechendes Gerät hat 2011 die FDA-Zulassung erhalten. Die Energie der Mikrowellen soll dabei ganz punktuell Schweißdrüsen in der Achselregion durch Hitze zerstören – während das Gewebe rundherum unversehrt bleibt. Meistens gibt es zwei Sitzungen von jeweils 20 bis 30 Minuten im Abstand von etwa drei Monaten. Am Anfang einer Sitzung erhält das zu behandelnde Areal eine Betäubung.
Eine doppelt verblindete, randomisierte Studie aus dem Jahr 2012 mit 120 Teilnehmern hat gezeigt, dass mehr Patienten nach Mikrowellentherapie entweder das Schwitzen nicht mehr bemerkten oder erträglich fanden. Direkte Messungen der Schweißproduktion durch medizinisches Personal konnten diesen von den Betroffenen empfundenen Unterschied allerdings nicht belegen. Nach sechs Monaten hatten 63 Prozent der Personen in der Mikrowellentherapie-Gruppe eine um die Hälfte geringeren Schweißproduktion, verglichen mit 59 Prozent nach Scheinintervention. Der Unterschied war nicht statistisch signifikant. Da nur diese eine Studie mit wenigen Teilnehmenden vorliegt, ist die Stärke der Evidenz für die vorliegenden Ergebnisse niedrig.

### Chirurgische Therapie
- Lokale Schweißdrüsenexzision: (operativer Eingriff): Das betroffene Hautareal wird mitsamt den Schweißdrüsen entfernt. Es treten häufig Wundheilungsstörungen auf, die Narbenbildung kann die Beweglichkeit der betroffenen Körperstellen beeinträchtigen, und es entstehen große sichtbare Narben. Hinzu ist das Ausschneiden des kompletten schwitzenden Areals oft nicht möglich. Diese Behandlungsmethode wird heutzutage nicht mehr verwendet.
- Subkutane Kürettage
- Subkutane Schweißdrüsensaugkürettage: (operativer Eingriff unter örtlicher Betäubung): Im Achselbereich kann durch Absaugen der Schweißdrüsen die Hyperhidrose beseitigt werden. Die Wirkung kann nach einigen Jahren nachlassen, da die Nervenenden teilweise wieder die verbliebenen Schweißdrüsen erreichen und die Schweißdrüsen wieder mit der Schweißabsonderung beginnen. Die Erfolgsquote liegt bei 70–80 %.
- Endoskopische transthorakale Sympathektomie (ETS): Diese minimal invasive Operation, die unter Vollnarkose durchgeführt wird, bessert die Symptome wohl signifikant, sollte allerdings aufgrund der möglichen Komplikationen (Pneumothorax, Horner-Syndrom, kompensatorisches Schwitzen anderer Hautareale, Rücken, Bauch, Schritt teilweise halbseitig) nur in ansonsten therapieresistenten Fällen durchgeführt werden. Insbesondere das kompensatorische Schwitzen, welches fast nicht behandelbar ist, ist eine sehr ernstzunehmende Erscheinung. Verschiedene Studien berichten von einer Rückfallquote von 60–90 %.[15][16][17] Bei der Sympathektomie werden Nervenganglien des sympathischen Grenzstrangs nahe der Brustwirbelsäule mittels Hochfrequenzstrom zerstört bzw. der Grenzstrang durchtrennt oder abgeklemmt (Clipping). Damit lässt sich in der Großzahl der Patienten eine Hyperhidrose der Hände und des Gesichts, oft auch der Achselhöhlen, erfolgreich behandeln. Eine Behandlung der Füße erfordert eine Nervenblockade nahe der Lendenwirbel. Diese aufwendigere Operation erfordert eine Öffnung der Bauchhöhle und birgt hohe Risiken (beispielsweise Impotenz).
- CT-gesteuerte perkutane Sympathikolyse: ähnlich der ETS, die Ganglien werden jedoch durch computertomographisch gesteuerte Injektion von konzentriertem Alkohol zerstört.